# John Searl

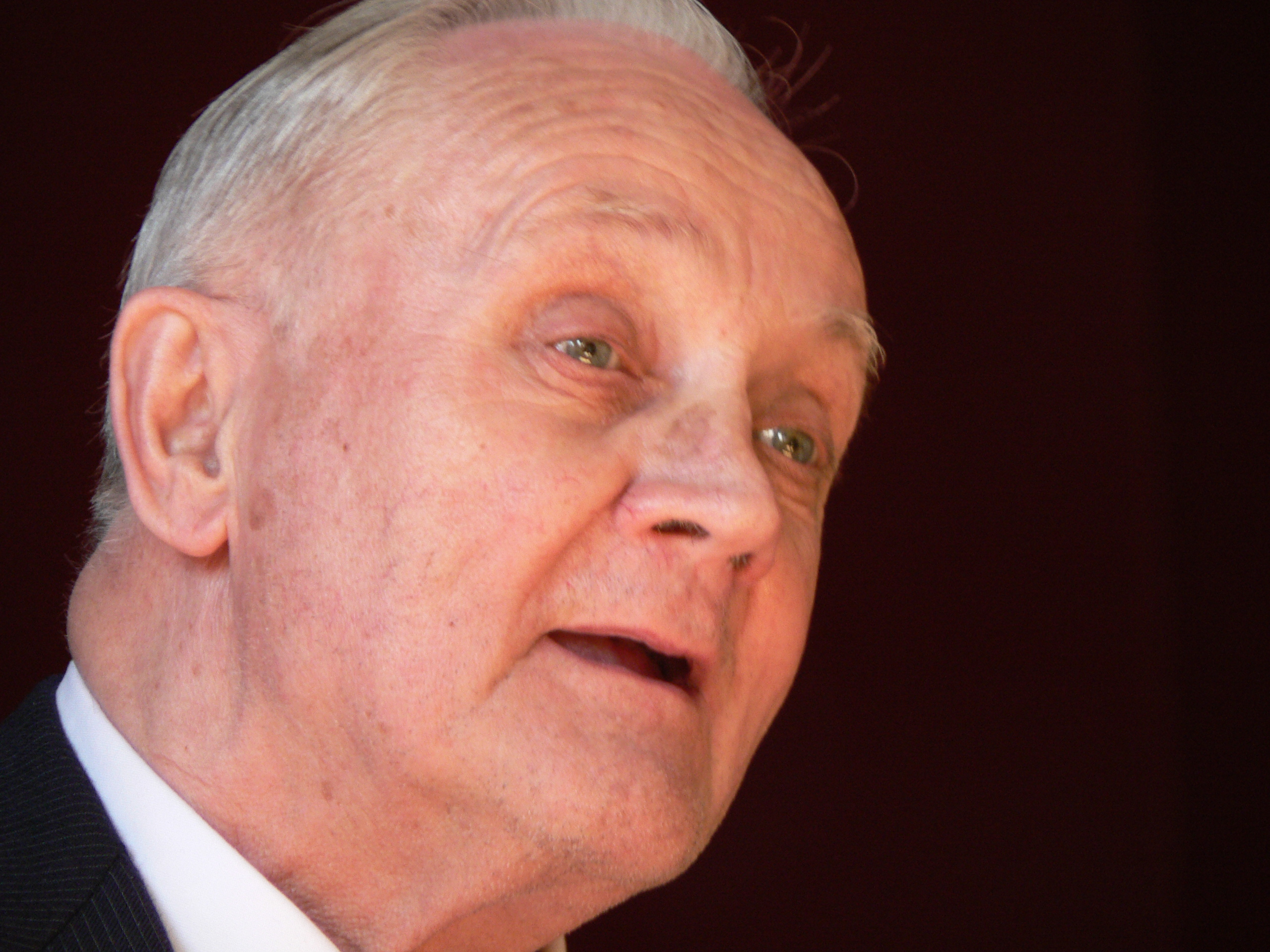
John Searl in 2006

John Roy Robert Searl (Berkshire (Engeland), 2 mei 1932 – San Diego, december 2018) was een omstreden Britse uitvinder.

## Oplichter
De meesten die met hem te maken hebben gehad, betitelen hem als charlatan of oplichter. Searl noemde zichzelf "professor John R.R. Searl" of ook wel "ingenieur Searl" op zijn website en in correspondentie, maar hij heeft nooit aangegeven aan welke universiteit hij dan wel doceerde. Volgens zijn eigen website heeft Searl na zijn 14de jaar geen vervolgonderwijs meer gehad, laat staan een universitaire studie gevolgd.

## Beweringen
Searl beweerde tussen 1946 en 1956 een apparaat te hebben geconstrueerd dat bekendstaat als de Searl Effect Generator (SEG), een combinatie van een antizwaartekrachtvoertuig en vrije-energiegenerator. Er is geen bewijs voor het bestaan van dit apparaat en ook de bekende natuurwetten sluiten de theoretische mogelijkheid van een dergelijk apparaat uit.
Searl was elektrotechnicus bij het elektrotechnisch bedrijf BR Rewinds, een wikkelarij voor transformatorspoelen en dynamo's in Londen. Daar kreeg hij toestemming om de faciliteiten van het bedrijf te gebruiken om een eigen idee voor een dynamo uit te werken. Searl beweerde dat hij er in december 1946 geslaagd was zijn apparaat te vervaardigen in de schuur achter zijn huis. Searls generator kon stroom produceren maar met een onverwacht hoge spanning en antizwaartekrachteffecten: eenmaal opgestart ging zijn generator 'uit zichzelf' steeds sneller draaien totdat hij losbrak van de aandrijfstang en opsteeg en uit het zicht verdween. Voor deze sensationele bewering is door hem nooit een onafhankelijk bewijs geleverd.
Searl heeft nadien naar eigen zeggen meer dan vijftig 'vliegschijven' en 'vrije-energiegenerators' vervaardigd, maar deze werden meestal 'geconfisqueerd door de autoriteiten' of 'verdwenen in de ruimte'. Ook hiervan zijn geen bewijzen.
In 1991 deed Anders Heerfordt onderzoek naar Searls claims betreffende de apparaten en demonstraties, maar hij kon geen bewijzen vinden. Hij hoorde wel van een zoon van Searl dat deze modellen aan draadjes ophing, zodat ze gefotografeerd konden worden als 'bewijs'.

## Rechtszaak
Searl werd later beschuldigd van het stelen van elektriciteit en hiervoor veroordeeld. Hij startte toen een verhitte tweestrijd met de elektriciteitsmaatschappij.